# Benjamin Renner
Benjamin Renner é um cartunista, animador e cineasta francês. Como reconhecimento, foi nomeado ao Oscar 2014 na categoria de Melhor Filme de Animação por Ernest & Celestine.